# André Bruneau
André Bruneau, né le 5 septembre 1901 à Beaumont-sur-Sarthe où il est mort le 11 avril 1973, est un homme politique français.

## Détail des fonctions et des mandats
Mandat parlementaire
- 22 novembre 1963 - 1er octobre 1968 : Sénateur de la Sarthe